# Monzō Akiyama
Monzō Akiyama  (秋山 門造 Akiyama Monzō?) (Nagaoka, 30 de diciembre de 1891-Kwajalein, 25 de enero de 1944) fue un almirante japonés que sirvió en la Segunda Guerra Mundial. Murió en batalla durante la batalla de Kwajalein.

## Biografía
Nació en la Prefectura de Niigata, Japón, en 1891. En 1912, a la edad de veintiún años, se unió a la Academia Naval y fue guardiamarina a bordo del Acorazado Japonés Kashima y más tarde sirvió en el Crucero Pesado Chikuma.
En 1940, se convirtió en oficial de alto rango en el 6.º Regimiento de marines en Amoy, China. Cuando la Guerra del Pacífico estalló en diciembre de 1941, Akiyama fue puesto a cargo del 17 Regimiento de Marines, estacionados en Hiroshima, y más tarde participó en la invasión de las Islas Aleutianas en el Territorio de Alaska en 1943, la única invasión de un territorio que más tarde se convertiría en un estado de los Estados Unidos durante la guerra.
Comandó a 5,800 tropas en la isla de Kiska, pero finalmente evacuó sus tropas debido a la amenaza de una invasión estadounidense.
Fue enviado a las Islas Kuriles después de la retirada del ejército japonés, y los estadounidenses que se encontraban en Kiska abandonaron la isla tras su retirada.
El 13 de octubre, viajó a Rabaul en Nueva Bretaña, donde el Almirante Matome Ugaki le dio el mando de Kwajalein, en las Islas Marshall. Había 8,700 tropas bajo su liderazgo, en las islas, y de inmediato ordenó la construcción de fortificaciones en cada una de las islas de la cadena. El 2 de enero, los bombarderos atacaron la isla ablandando las defensas de Kwajalein. Monzo Akiyama fue asesinado por unos torpedos que golpearon su búnker el 25 de enero.
Fue ascendido póstumamente a vicealmirante en 29 de marzo.